# Cyphotilapia gibberosa
Cyphotilapia gibberosa là một loại cá nước ngọt nhiệt đới thuộc chi Cyphotilapia trong họ Cá hoàng đế. Loài này được mô tả lần đầu tiên vào năm 2003.

## Phân bố và môi trường sống
C. gibberosa là loài đặc hữu của hồ Tanganyika, nơi chúng chỉ được tìm thấy ở khu vực duyên hải nửa phía nam của hồ. Chúng ưa sống ở những khu vực đá ngầm, trầm tích, có độ sâu khoảng từ 10 đến hơn 100 m.
Tiêu bản của C. gibberosa được đánh bắt ở độ sâu 34 m. Các loài Cyphotilapia đều được tìm thấy ở độ sâu 30 đến 40 mét, hoặc thậm chí sâu hơn.

## Mô tả
C. gibberosa trưởng thành dài khoảng 21 – 25 cm; con đực có các vây phát triển hơn và cục bướu trên đầu to hơn con mái. Thân của chúng có màu be với 6 sọc lớn màu đen trải dài khắp thân. Ở một số khu vực, C. gibberosa có màu lam sáng. C. gibberosa có 3 hàng vảy ở hai bên thân; có khoảng 31 - 52 răng ở hàm trên. Thức ăn chủ yếu của loài này là cá nhỏ, rong tảo, sinh vật phù du và các loài động vật không xương sống.
C. gibberosa thường sống thành bầy nhỏ, gồm một con đực và vài con mái trong dàn hậu cung. C. gibberosa ấp trứng bằng miệng. Trứng sau khi thụ tinh mất khoảng 35 ngày để nở thành cá bột. Cá con thường ăn những con tép nhỏ.
C. gibberosa thường được nuôi làm cảnh trong các bể cá.